# Gordon/Barrie Island
Gordon/Barrie Island – gmina (municipality) w Kanadzie w prowincji Ontario, w dystrykcie Manitoulin. Powstała w 2009 roku z połączenia wcześniej istniejących gmin Barrie Island oraz Gordon. Powierzchnia gminy wynosi 263,44 km². Populacja w 2021 roku wynosiła 613 osób, o 25,1% więcej niż w 2016 roku.